# Thomas Harrison
Thomas Harrison, född 1606, död 13 oktober 1660, var en engelsk militär och politiker. 
Harrison var son till en slaktare, utmärkte sig under engelska inbördeskriget och blev 1647 överste. Som en förbittrad fiende till "blodsmannen" Karl I av England var Harrison den, som förde kungen till domstolen i London, och han tog en livlig del i dennas förhandlingar. 1651 förde Harrison i Oliver Cromwells frånvaro högsta befälet i England. 1653 tog han verksamt del i långa parlamentets upplösning. Protektoratet ogillades av Harrison, som tillhörde den femte monarkins män, och han drog sig därunder från politiken. Vid restaurationen undantogs Harrison från amnestin. Fanatiker som han var vägrade han både att underkasta sig och fly och dömdes till döden och avrättades.